# الإخوة (فلم هندي)
الأخوة أو Brothers فيلم هندي قادم، من إخراج كاران مالهوترا ومن إنتاج كاران جوهر تحت راية "دارما برودكشين" مع "Lionsgate Films" و "Endemol India". وهذا الفيلم النسخة الهندية الرسمية من الفيلم الهوليودي المحارب. من بطولة أكشاي كومار و سيدهارت مالهوترا و جاكلين فيرنانديز في الأدوار الرئيسية وأيضا من بطولة جاكي شروف في دور محوري. بدأ التصوير الرئيسي في أكتوبر 2014, ومن المقرر عرضة في 14 أغسطس 2015.

## الأبطال
- أكشاي كومار
- سيدهارت مالهوترا
- جاكلين فيرنانديز
- جاكي شروف
- كارينا كابور خان (ظهور خاص)

## وصلات خارجية
- مقالات تستعمل روابط فنية بلا صلة مع ويكي بيانات
- Brothers في روتين توماتوس